# Mark N. Wegman
Mark N. Wegman ist ein US-amerikanischer Informatiker.
Wegman studierte an der New York University und machte dort seinen Bachelorabschluss Anfang der 1970er Jahre. 1975 ging er zu IBM Research, wo er zurzeit den Bereich Informatik leitet. 1981 wurde er bei Susan Graham an der University of California, Berkeley, promoviert (General and Efficient Methods for Global Code Improvement).
Er entwickelte Universal Hash Functions, eine der frühesten mit Zufalls-Komponenten optimierten Algorithmen, wofür er 1979 den IBM  Outstanding Innovation Award erhielt. Er ist auch bekannt als Miterfinder der Static Single Assignment Form, die in vielen optimisierten Compilern verwendet wird. Dafür erhielt er 2006 den Programming Languages Achievement Award der SIGPLAN.  In den 1980er Jahren verbesserte er mit Victor S. Miller bei IBM den LZW-Algorithmus zur Datenkompression (und entwickelten weitere Varianten wie den LZMW Algorithmus 1985). Beide hielten darauf ein IBM Patent und Wegman erhielt dafür 1988 den IBM Outstanding Technology Achievement Award.
Wegman ist Fellow der National Academy of Engineering (2010), der IEEE (2004), 
Er ist Mitglied der IBM Academy of Technology (1993) und IBM Fellow (2007). Er ist seit 1995 Fellow der Association for Computing Machinery (ACM) und war Herausgeber der ACM Transactions on Mathematical Software. 1994 erhielt er den IBM Master Inventor Titel.